# 横たわる漱石
横たわる漱石（よこたわるそうせき）は、蓮實重彦が夏目漱石の小説を分析する上で取り出したテーマの一つ。漱石作品の主人公たちがとる「仰臥」の姿勢こそが、物語やそれを紡ぐ言葉そのものを生み出しているというもの。

## 概要

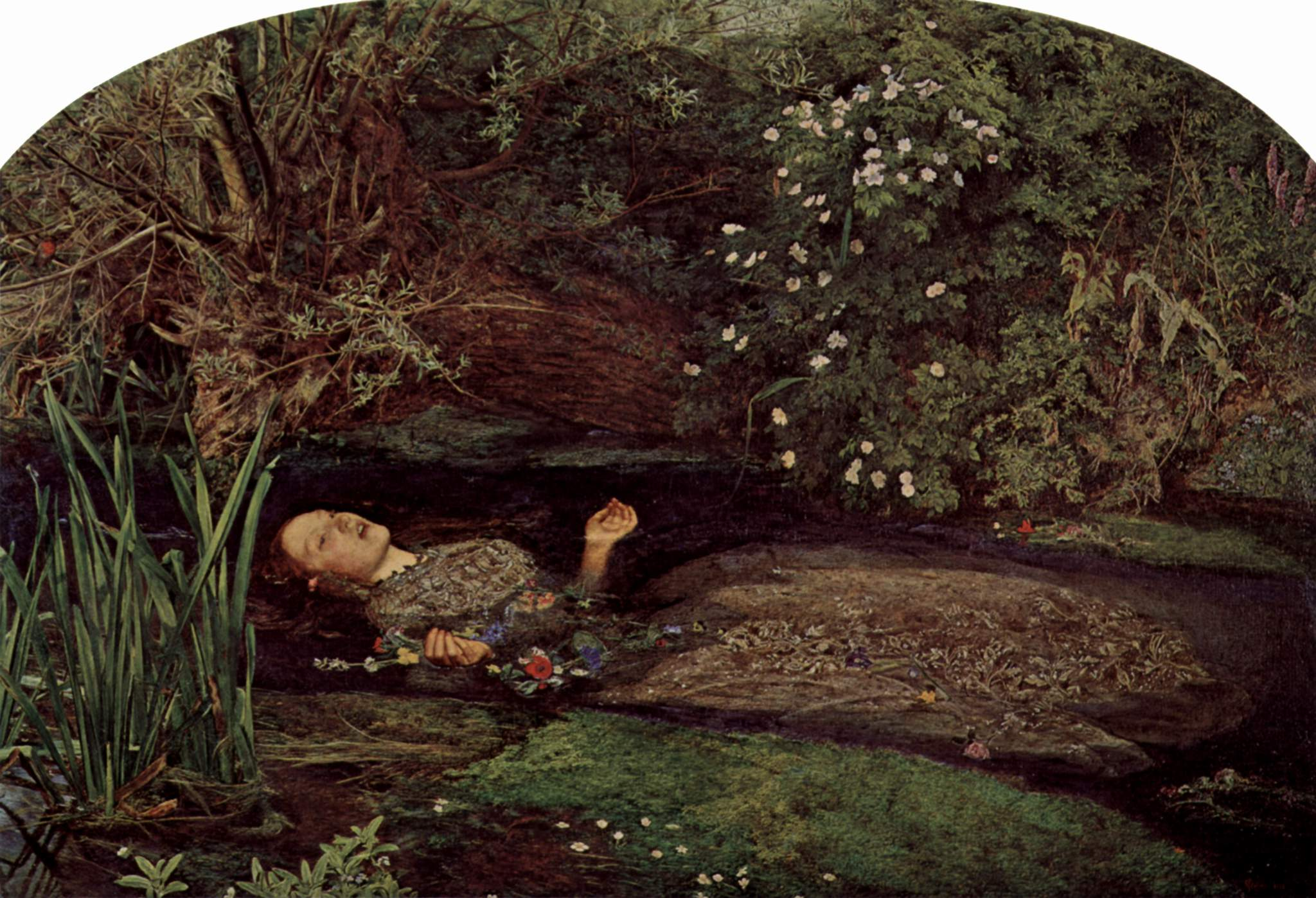
『草枕』に何度も登場する「オフィーリア」。蓮實によれば溺死もまた横臥の主題の延長である

『吾輩は猫である』の苦沙弥先生はいつも「我輩と同じくらい昼寝」ばかりしていると飼い猫は語っている。「坊ちゃん」が手紙を書くときも、『草枕』の画工が詩を認めるときも、まず彼らは「寝転がる」のである。そういった構造は漱石最後の作品である『明暗』でも変わりはない、と蓮實はいう。病に「伏せる」主人公の代介のまわりで、彼の妻や友人はとめどなく言葉を交わしあうのだ。「横たわる」のは何も大地の上に限るわけではなく、たとえば『こゝろ』の私と先生は水の上で出会い、そして波のうえで「仰向けに寝る」。
| 「 | 私は自由と歓喜に充ちた筋肉を動かして海の中で躍り狂った。先生は又ぱたりと手足の運動を已めて仰向けになったまま浪の上に寐た。私もその真似をした。青空の色がぎらぎらと眼を射るように痛烈な色を私の顔に投げ付けた。 | 」 |

漱石の主人公たちが「横たわり」、「居眠り」をするとき、なぜか他者が彼らに接近し、あるいは枕元に現れ、言葉が生まれる。蓮實によれば、「横たわる」ことは漱石作品において、けして単なる疲労や病のモチーフではなく小説の言葉そのものと密接な関係を持ち、作品風土を形づくっているのである。なにもしないこと、冒険を放棄すること（蓮實はこれを反＝冒険者的風土と呼ぶ）こそが逆説的に漱石作品の登場人物が世界と親密に戯れる態度の現われなのだ。
文芸評論家の前田愛は蓮實の「横たわる漱石」について、明治という時代背景や大久保利通と西郷隆盛という対照的な2人の人物を例に挙げ、当時の日本人について「腰かけるおもての姿勢と、たたみの上に横たわる姿勢、こういう二重構造をもっていた」と述べ、「（漱石の文章は）明治における二つの姿勢という文化的なコンテクストから考えなければいけないだろうと思います。」と結んでいる。